# قائمة مناطق الجذب السياحي في البحرين

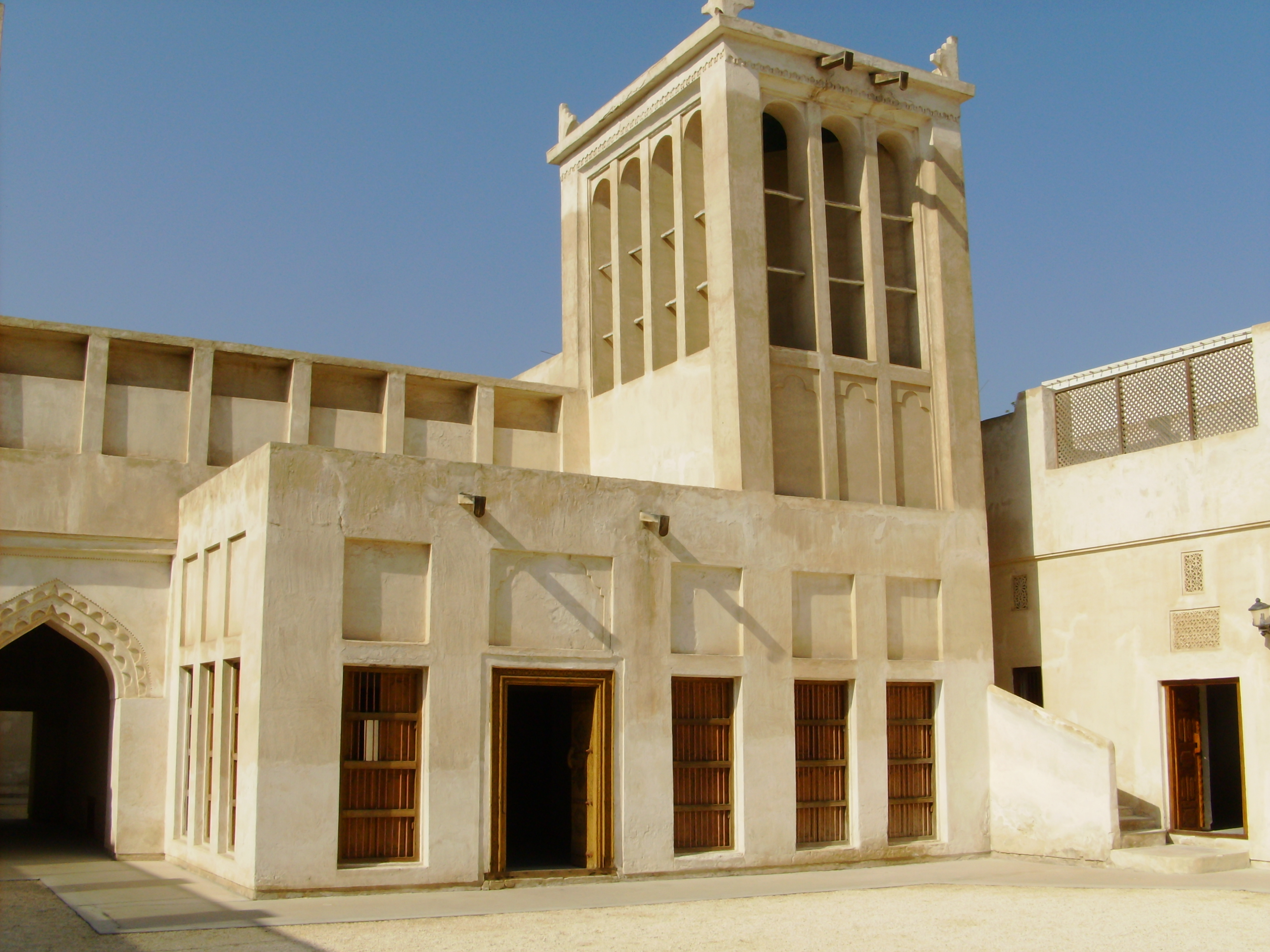
بيت الحاكم السابق عيسى بن علي آل خليفة في المحرق

قائمة مناطق الجذب السياحي في البحرين وهي مملكة صغيرة في الخليج العربي.
- عين عذاري
- محمية العرين
- مسجد الفاتح
- مسجد الخميس
- قلعة عراد
- باب البحرين
- سوق المنامة
- قلعة البحرين
- جائزة البحرين الكبرى
- متحف البحرين الوطني
- كنيس البحرين
- معبد باربار
- بيت القرآن
- مدافن دلمون
- أول بئر نفط
- مدينة الذهب
- بيت الجسرة
- جسر الملك فهد
- قلعة الرفاع
- نادي الرفاع للجولف
- مجمع السيف
- بيت الشيخ عيسى بن علي
- متحف بيت سيادي
- شجرة الحياة
- بحرين سيتي سنتر